# 첼로 소나타 5번 (베토벤)
《첼로 소나타 5번 라장조, 작품 번호 102–2》은 루트비히 판 베토벤의 두 개의 첼로와 피아노를 위한 소나타, 작품 번호 102 세트의 두 번째 작품이다.

## 개요
베토벤의 첼로와 피아노를 위한 소나타 작품들의 작곡 시기는 큰 시간 간격이 나타난다. 처음 발표한 두 개의 소나타, 작품 번호 5 세트는 1796년에 작곡되었고, 이후 1807년에 소나타, 작품 번호 69를 작곡 할 때까지 그는 다른 프로젝트에 착수하지 않았다. 8년 후인 1815년에 그는 두 개의 소나타, 작품 번호 102 세트를 작곡하면서 기악 어법으로 돌아왔다.
소나타 4번과 5번, 즉 두 개의 소나타, 작품 번호 102 세트는 1817년 3월 본의 짐로크 사에 의해 초판이 간행되었다. 헌정은 안나 마리 폰 에르되디 백작부인에게 이루어졌다. 에르되디 백작 부인은 1803년경부터 작곡가와 친구였다. 베토벤은 실제로 1808년에 잠시 그녀의 저택에서 거주했다. 당시 백작 부인은 그의 남편인 피터 에르되디와 1805년에 헤어지고 그녀의 아이들을 위한 비서이자 음악 교사인 프란츠 크사버 브라우흘레과 사실혼 관계와 비슷한 상태로 함께 살고 있었다. 그녀는 작품 번호 102 세트를 헌정받기 전인 1809년에 이미 베토벤에게서 두 개의 피아노 삼중주, 작품 번호 70 세트를 헌정받았다. 1815년에 빈을 떠난 후에도 백작 부인은 계속해서 베토벤과 편지를 주고 받았다. 에르되디의 빈 거주 마지막 해 동안 에르되디 가족은 베토벤과 함께 예들레지에서 여름을 보냈다. 라주몹스키 백작의 궁전이 그해 초에 불이 났기 때문에 상주였던 첼리스트 요제프 링케도 그해 여름을 예들레지에서 에르되디 가족과 함께 보냈다. 베토벤과 첼리스트와의 긴밀한 접촉은 이 두 개의 소나타, 작품 번호 102 세트의 작곡에 영감을 주었다.
작품 번호 102 세트는 베토벤이 사회에서 물러난 시기에 작곡된 관계로 작품의 친밀함을 설명 할 수 있다. 그가 스스로 자진하여 빈 동료들과 거리감을 둔 것은, 아마도 그의 청력이 점점 더 악화되었기 때문일 것이다. 베토벤의 필담장은 1818년에 시작되었다. 각 소나타의 전체적인 구성은 악장의 합계 이상이었던 유동적인 "전체의 소나타"를 만들기 위한 베토벤의 지속적인 탐구를 보여준다.

## 악장 구성
이 작품은 세 개의 악장으로 구성되어 있다. 총 연주 소요 시간은 약 18분 정도 걸린다.
작품 번호 102 세트의 첫 번째 작품과 같은 해에 작곡되었지만, 첫 번째 작품처럼 환상곡 풍의 소나타 구성을 보이지 않고, 3악장 형태의 고전적인 소나타 형식으로 되어 있다. 이제까지의 소나타들이 느린 악장이 없고 느린 서주를 갖는 것에 반해, 이 작품은 느린 서주가 없고 이것의 해결을 위해 제2악장에 느린 악장을 배치하고 있다.

### 제1악장. 알레그로 콘 브리오
라장조 · 소나타 형식 · 4/4 박자
느린 서주 없이 시작하는 첫 번째 악장은 조화롭게 모험적인 전개부 부분과 변형된 재현부가 있는 작은 소나타 형식 구조이다.

### 제2악장. 아다지오 콘 몰토 센스티멘토 다페토
라단조 · 세도막 형식 · 2/4 박자
다른 모든 첼로 소나타와 달리 이 작품에는 본격적인 이 느린 악장이 포함되어 있다. 그럼에도 불구하고 멜로디 장치를 통해 피날레에 연결된다. 아다지오의 최종 화음은 으뜸음으로 해결되는 경향이 있는 딸림음의 일곱 번째 화음이다. 라장조의 피날레는 즉시 시작된다.

### 제3악장. 알레그로
라장조 · 푸가토 형식 · 3/4 박자
이 작품의 가장 흥미로운 특징은 마지막 악장의 푸가이다. 가혹하고 가차없는 대위법은 하머클라비어 소나타와 대푸가를 앞두고 있다. 첼로 소나타 푸가의 주제는 분명히 바로크 모델들로부터 파생된 것이다. 이것은 나장조 제자리음에서 다장조 반음 높은 음으로의 도약에서 특히 분명하다. 피날레에서 첫 번째 악장 주제의 복귀는 재현부 보다는 회상으로서의 기능을 한다.